# Virgilio Carmignani
Virgilio Carmignani (Empoli, 15 settembre 1909 – Empoli, 10 agosto 1992) è stato un pittore italiano.

## Biografia
Di famiglia modesta, suo padre Leandro era un commerciante di vino; la madre Giustina Ristori una casalinga; Virgilio era l'ultimo di quattro figli, dopo Amedeo, Mario e Maria; fu inizialmente indirizzato all'attività di decoratore.
Nel 1924 tuttavia si iscrisse a Firenze all'Istituto d'arte. Collaborò con Gianni Vagnetti l'attività di insegnante e opere di decoro. Nel 1942 ricevette una committenza a Roma per la decorazione della basilica dei Santi Pietro e Paolo all'EUR, ma la seconda guerra mondiale costrinse l'artista a interrompere. Carmignani inoltre fu deportato nei campi di prigionia di Biała Podlaska e Wietzendorf.
Importante fu la collaborazione con Sineo Gemignani per il soffitto della Collegiata di Empoli nel 1949, rimasto gravemente danneggiato durante la guerra; più tardi decorò il coro della santuario della Madonnina a Capannori.
Insegnò a lungo all'Istituto d'Arte di Siena, per lasciare nel 1970.
Morì a Empoli.

## Opere
- Virgilio Carmignani, Fra(m)menti in punta di lapis: colloqui con Virgilio, a cura di Silvano Salvadori, con la collaborazione di Miranda Fiorini, Firenze, Polistampa, 2002, ISBN 88-8304-522-X.